# كريس كوغلان
كريس كوغلان (بالإنجليزية: Chris Coghlan)‏ هو لاعب كرة قاعدة أمريكي، ولد في 18 يونيو 1985 في روكفيل في الولايات المتحدة.

## وصلات خارجية
- كريس كوغلان على موقع دوري كرة القاعدة الرئيسي (الإنجليزية)
- كريس كوغلان على موقعبيزبول رفرنس.كوم (الدوري الرئيسي) (الإنجليزية)
- كريس كوغلان على موقعبيزبول رفرنس.كوم (الدوري الثانوي) (الإنجليزية)
- كريس كوغلان على موقع إي إس بي إن.كوم (أم.أل.بي) (الإنجليزية)
- كريس كوغلان على موقع مشجعي الرسوم البيانية (الإنجليزية)